# Molophilus (Molophilus) repandus
Molophilus (Molophilus) repandus is een tweevleugelige uit de familie steltmuggen (Limoniidae). De soort komt voor in het Australaziatisch gebied.